# Dear God, I Hate Myself
Dear God, I Hate Myself è il settimo album in studio del gruppo musicale statunitense Xiu Xiu, pubblicato nel 2010.

## Tracce
1. Gray Death – 2:56
2. Chocolate Makes You Happy – 3:55
3. Apple for a Brain – 3:24
4. House Sparrow – 2:39
5. Hyunhye's Theme – 3:31
6. Dear God, I Hate Myself – 3:06
7. Secret Motel – 2:07
8. Falkland Rd. – 3:06
9. The Fabrizio Palumbo Retaliation – 3:00
10. Cumberland Gap – 1:34
11. This Too Shall Pass Away (For Freddy) – 3:34
12. Impossible Feeling – 4:10